# Millennium (Biblia)
A millennium vagy chiliazmus (khiliazmus) kifejezés a keresztény eszkatológia része. Ezek a kifejezések nem szerepelnek a Bibliában, ez egy ezeréves időszaknak a latin illetve görög megfelelője.
A Biblia eredeti szövegében az ógörög χιλια (chilia/khilia) szó található. Krisztus ezen ezeréves földi uralmának időszakáról a jelenések könyvében olvasunk, amely a végítélet előtt történik meg.

## A Bibliában
- A szerző látja, hogy Isten ezer évig fogságban tartja a Sátánt (Jel 20:1-3).
- Látja, hogy a keresztények egy része - nem mindegyik - feltámad ("első feltámadás"), hogy Krisztussal ezer évig együtt uralkodjanak (20:4-6).
- Végül a kiszabadult Sátán erői felvonulnak, hogy megtámadják Isten népét, de Isten megsemmisíti őket. Sátán osztozik a "vadállat" és a "hamis próféta" sorsában: a "tüzes tóba" vettetik (20:7-10).
- Ezután következik a 2. feltámadás: minden ember megjelenik Isten ítélőszéke előtt (lásd végítélet)

```
És láttam, hogy egy angyal leszállt a mennyből; az alvilág kulcsa volt nála, és egy nagy lánc a kezében. Megragadta a sárkányt, az ősi kígyót, aki az ördög és a Sátán, megkötözte ezer esztendőre, levetette a mélységbe, bezárta, és pecsétet tett rá, hogy meg ne tévessze többé a népeket, amíg el nem telik az ezer esztendő: azután el kell oldoztatnia majd egy kis időre. És láttam trónokat: helyet foglaltak rajtuk, és ítélő hatalmat kaptak azoknak a lelkei, akiknek fejüket vették a Jézusról való bizonyságtételért és az Isten igéjéért; akik nem imádták a fenevadat, sem az ő képmását, és nem vették fel az ő bélyegét a homlokukra és kezükre: ezek életre keltek, és uralkodtak a Krisztussal ezer esztendeig. A többi halott nem kelt életre, míg el nem telt az ezer esztendő. Ez az első feltámadás. Boldog és szent az, akinek része van az első feltámadásban: ezeken nincs hatalma a második halálnak, hanem az Isten és a Krisztus papjai lesznek, és vele fognak uralkodni ezer esztendeig. Amikor pedig eltelik az ezer esztendő, a Sátán elbocsáttatik börtönéből, és elmegy, hogy megtévessze a népeket a föld négy sarkán, Gógot és Magógot is; hogy összegyűjtse háborúra azokat.. (Jel 20:1-8)
```

## Értelmezések

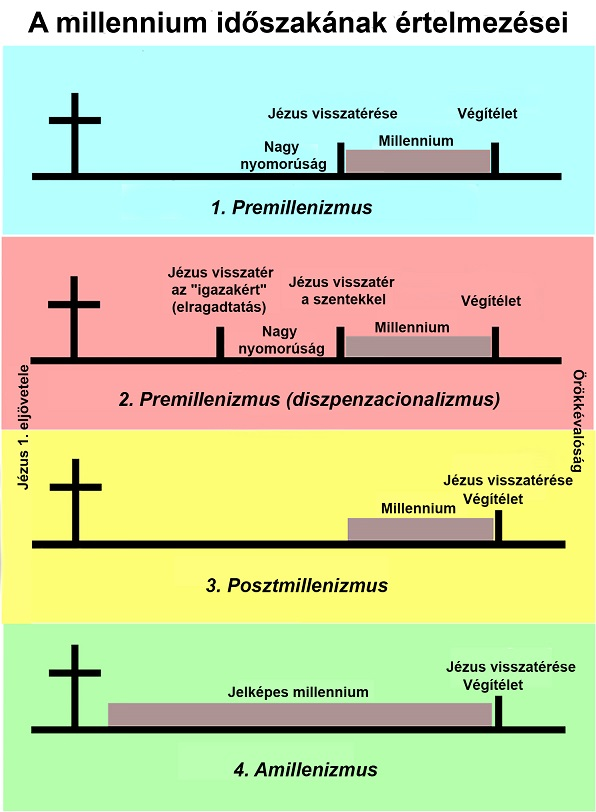
A millennium időszakának különböző értelmezései

A jelenések könyvének különféle magyarázatai a millenniumra is különféle értelmezéseket adnak. A négy fő értelmezés:
- Premillenizmus (az ábrán világoskék színnel)

A klasszikus vagy történelmi premillenizmus a leginkább elfogadott értelmezés. Jézus második eljövetele és a végítélet között Krisztus és a szentjeinek ezeréves uralma, mely időtartam szó szerint értendő.
- Premillenizmus (diszpenzacionalizmus) (rózsaszín)

Ez irányzat képviselői szerint Jézus a 2. eljövetele alkalmával elragadja az igaz hívőket magával. A nagy nyomorúság ezután történik meg a Földön, majd ennek végén Jézus visszatér a szentjeivel, amikor megkezdődik a millennium ezer éve.
- Posztmillenizmus (sárga)

Jézus második eljövetele az "ezer év" után történik meg, miután a keresztények megalapították a földön Krisztus "királyságát". Nézetük szerint az ezer év lehet szimbolikus is.
- Amillenizmus (zöld)

Nézetük szerint az "ezer év" csak egy szimbolikus időtartam, amely Krisztus munkásságától és mennybemenetelétől kezdve ma is tart.
Sátán megkötözése szimbolikus kép: jelentheti a száműzetését egy adott helyre az "ezer év" alatt, vagy azt is, hogy tétlenségre van kárhoztatva ez idő alatt. Az amillenista (római katolikus) értelmezés szerint ez azt jelenti, hogy Jézus megváltásával elvesztette hatalmát a keresztények felett.

## Fordítás
Ez a szócikk részben vagy egészben  a   Millennialism című angol Wikipédia-szócikk fordításán alapul.  Az eredeti cikk szerkesztőit annak laptörténete sorolja fel. Ez a jelzés csupán a megfogalmazás eredetét és a szerzői jogokat jelzi, nem szolgál a cikkben szereplő információk forrásmegjelöléseként.